# Cinnamomum mezii
Cinnamomum mezii är en lagerväxtart som beskrevs av André Joseph Guillaume Henri Kostermans. Cinnamomum mezii ingår i släktet Cinnamomum och familjen lagerväxter. Inga underarter finns listade i Catalogue of Life.